# Heinrich Matthey

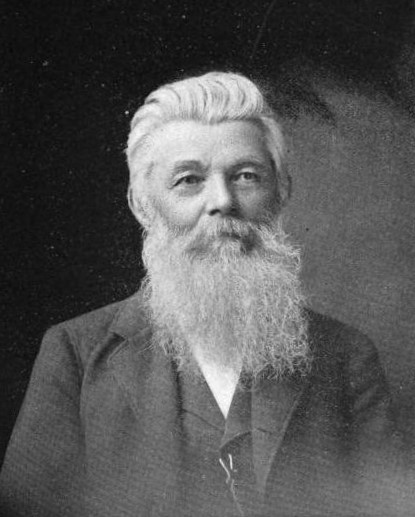
Heinrich Matthey (1900)

Heinrich Matthey (* 20. Februar 1825 in Mühlberg/Elbe; † 31. Mai 1913 in Davenport (Iowa)) war ein deutsch-amerikanischer Publizist.

## Leben
Im Alter von zwölf Jahren kam Heinrich Matthey nach Arnsberg in Westfalen und besuchte hier die Schule. In der Stein’schen Druckerei machte er eine Ausbildung zum Buchdrucker. Er war der erste, der nach Einführung des Pressgesetzes im Regierungsbezirk Arnsberg ein Buchdruckerexamen ablegen musste. Nach Bestehen des Examens erhielt Matthey ein Prüfungszeugnis sowie eine Konzession zur Etablierung einer Buchdruckerei in Berleburg. Am 1. Januar 1852 eröffnete Matthey seine Druckerei und Buchhandlung in Berleburg und gab am selben Tag erstmals das Kreisblatt für den Kreis Wittgenstein heraus. Die Zeitung bestand zunächst aus vier Seiten und enthielt neben einigen amtlichen Bekanntmachungen, einem Gedicht, einem Fortsetzungsroman, einer Immobilienanzeige aus Richstein lediglich die Eröffnungsanzeige der Buchdruckerei Matthey. Die Zeitung stand zunächst unter Verwaltung des amtierenden Landrats Bruno von Schrötter, dem alle Zeitungsinhalte vor Veröffentlichung vorzulegen waren. Der Name der Zeitung wurde am 1. Januar 1856 in Wittgensteiner Kreisblatt geändert.
Matthey war ein überzeugter, streitbarer Demokrat. Sein 1866 bei Friedrich Wilhelm Kaibel in Lübeck erschienenes Pamphlet: Hohenzollern, Habsburg und Frankreich für und gegen Deutschland: und welche Gestalt wird Deutschland nun erhalten? Ein offenes Wort über Krieg, Frieden und deutsches Parlament. Dem deutschen Volke gewidmet. wurde gerichtlich verboten.
1873 gab er seinen Betrieb in Berleburg auf und wanderte mit seiner Familie in die USA aus. Er zog zunächst nach Milwaukee und wurde dann in Davenport im US-Bundesstaat Iowa sesshaft, einem Zentrum deutscher Einwanderung im Mittleren Westen. Hier gründete er 1876 mit dem deutschen Blatt Sternenbanner eine neue Tageszeitung. 1884 verkaufte er sein Geschäft an Adolph Petersen, der es unter dem Namen Iowa Reform weiterführte, und privatisierte seitdem als Rentier.

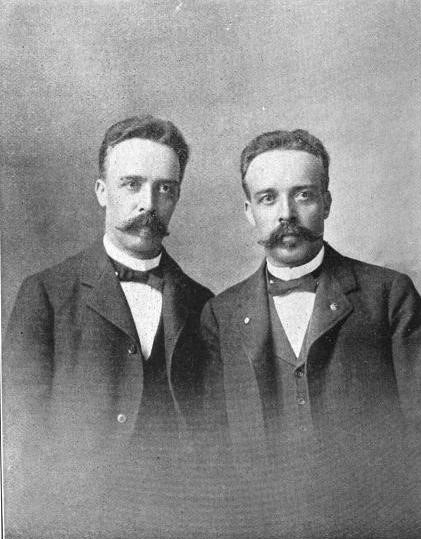
Carl und Heinrich Matthey (vor 1900)

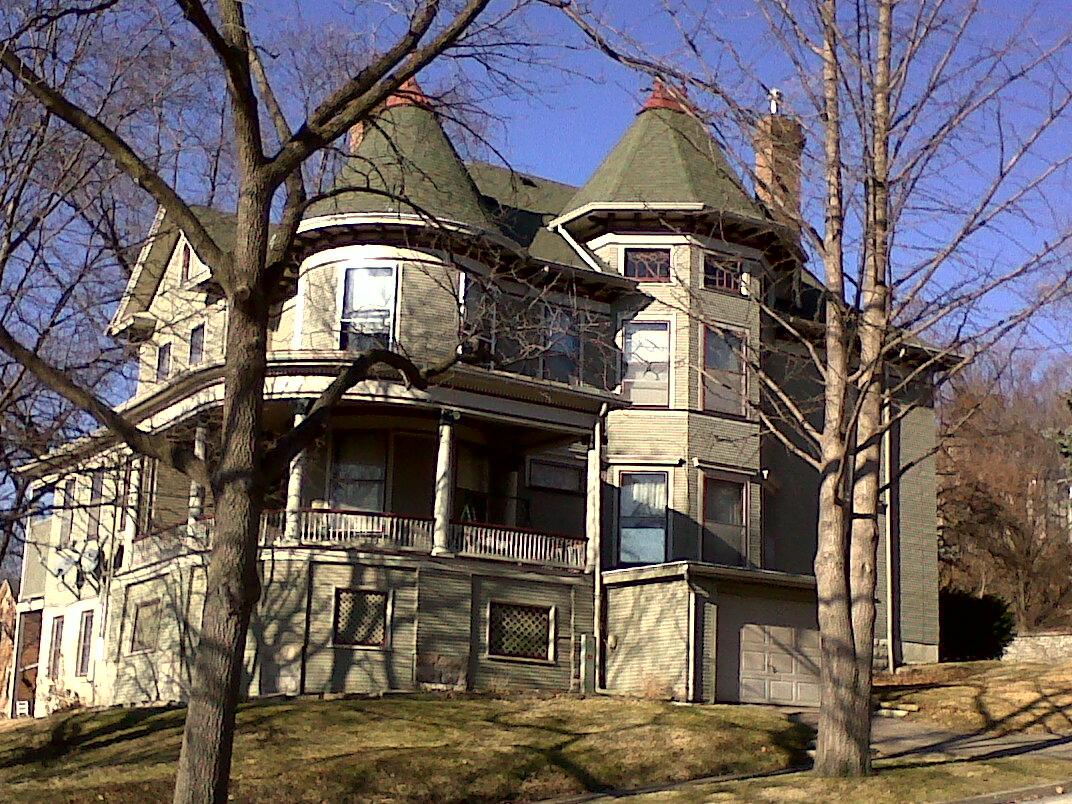
Dr. Heinrich Matthey House

## Familie
Heinrich Matthey war verheiratet mit Emilie/Amelia, geb. Kunz (1830–1901). Die Zwillingssöhne des Paares, Carl und Heinrich Matthey (* 20. Oktober 1852 in Berleburg), wurden angesehene Ärzte in Davenport. Heinrich war schon im Herbst 1873 mit seinen Eltern, den Schwestern Emma und Anna und einem Bruder Rudolph nach Amerika gekommen. Carl kam 1880, nachdem er an den Universitäten Marburg, München und Zürich Medizin studiert und promoviert hatte, bei seiner Familie wieder an und ließ sich in Davenport als Arzt nieder. Er starb am 9. Juli 1914 in Davenport. Heinrich war zunächst Redakteur beim Sternenbanner, dann Herausgeber des Sterling Beobachter in Sterling (Illinois). Er verkaufte sein Geschäft, um sich ebenfalls dem Studium der Medizin zu widmen. Dafür ging er an die Universitäten Leipzig und Würzburg. In Würzburg wurde er 1887 zum Dr. med. promoviert. Im Herbst 1887 kehrte er nach Davenport zurück und praktizierte mit seinem Bruder. Verheiratet mit Hilda, geb. Mueller (1868–1947), der Tochter des Holzgroßhändlers Christian Mueller, erbaute er das heute denkmalgeschützte Dr. Heinrich Matthey House in Davenport. Er starb am 2. März 1924 in Davenport.